# عبدالرحمانوو (شهرستان آئورگازینسکی، باشقیرستان)
عبدالرحمانوو (به لاتین: Abdrakhmanovo) یک منطقهٔ مسکونی در روسیه است که در باشقیرستان واقع شده‌است.